# Провінціальний парк Ісчігуаласто
Провінціальний парк Ісчігуала́сто (ісп. Parque provincial de Ischigualasto) — природоохоронна територія в Аргентині, розташована в провінції Сан-Хуан, на північному заході країни. Разом з Національним парком Талампая парк входить до списку світової спадщини ЮНЕСКО. Обидва парки знаходяться на теренах геологічної формації Ісчіґуаласто.
Площа парку становить 603,7 км², здебільшого на території департаменту Вальє-Фертіль, частково на території департаменту Хачаль, на висотах близько 1300 м над рівнем моря. Парк характеризується типовою пустельною та напівпустельною рослинністю (кущі, кактуси і невеликі дерева). Клімат посушливий, дощі бувають зазвичай влітку, а температури коливаються від -10 до +45 °C. Здебільшого тут дують постійні південні вітри зі швидкістю 20—40 км/год.
Посушливі території навколо формації відомі як Місячна долина (ісп. Valle de la Luna), через незвичайний для Землі ландшафт. Також тут присутні вулканічні джерела. Геологічна формація, на території якої розташований парк, характеризується відкладеннями пізнього Тріасового періоду (230 млн років тому), тут були знайдені одні з найстаріших відомих залишків динозаврів. Це єдина ділянка у світі, де представлені майже всі відомі види Тріасового періоду, що дозволяє досліджувати перехід від динозаврів до стародавніх ссавців. Скам'янілі залишки дерев (наприклад, 40-метрові Protojuniperoxylon ischigualastianus) вказують на колись багату рослинність.